# Lottia limatula
Lottia limatula är en snäckart som först beskrevs av Carpenter 1864.  Lottia limatula ingår i släktet Lottia och familjen Lottiidae. Inga underarter finns listade i Catalogue of Life.

## Bildgalleri

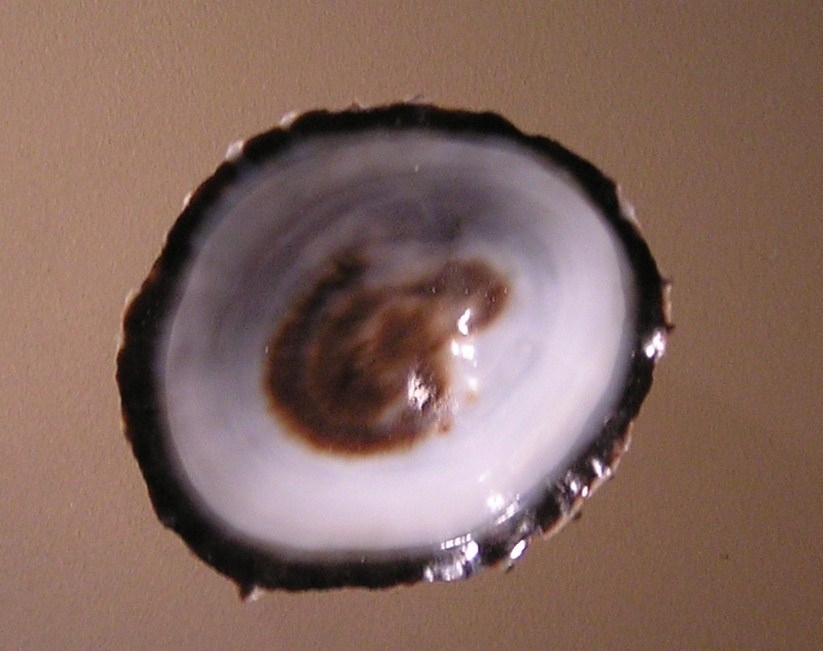